# Ursula Schleicher
Ursula Schleicher (Aschaffenburg, 15 maggio 1933) è una politica tedesca, esponente della CSU ed europarlamentare dal 1979 al 2004.

## Biografia

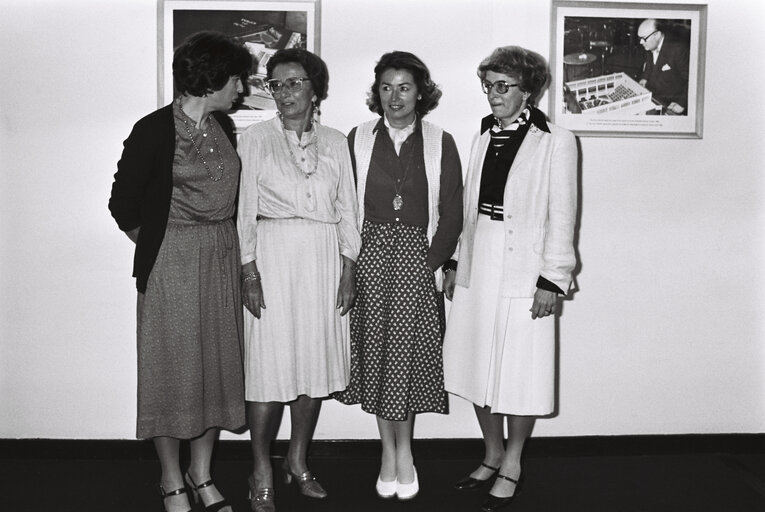
Ursula Schleicher con Hanna Walz, Renate-Charlotte Rabbethge e Marlene Lenz nel 1980

### Formazione e primi anni
Nata nel distretto della Bassa Franconia, Ursula Schleicher è una dei sei figli del dermatologo Adolf Schleicher e della politica Marielies Schleicher. Dopo aver completato le scuole superiori, lavorò come ragazza alla pari a Verona, dove imparò la lingua italiana e studiò pianoforte.
Dal 1953 al 1957 studiò scienze culturali e medicina all'Università Goethe di Francoforte e poi si diplomò in arpa presso una scuola di musica di Monaco di Baviera, dove studiò tra il 1957 e il 1961.
Lavorò come insegnante di arpa e pianoforte per i Seminários Livres de Música presso l'Università federale di Bahia in Brasile dal 1961 al 1963 e fu la prima arpista dell'orchestra universitaria. Fu inoltre impiegata come giornalista freelance in un'agenzia di stampa italiana a Monaco di Baviera tra il 1964 e il 1965.

### Carriera politica
Nel 1965, Ursula Schleicher aderì alla CSU dopo essere stata convinta ad entrare in politica da Anton Jaumann, ministro dell'economia e dei trasporti della Baviera. Nello stesso anno ottenne un incarico ufficiale presso la sede del partito a Monaco, che la portò alla costruzione dell'Unione delle donne di cui fu presidente. Nel 1972, venne eletta al Bundestag, unica donna nel gruppo parlamentare della CSU per i primi quattro anni e rivestì la carica di presidente della commissione per la famiglia. Ursula Schleicher svolse le funzioni di segretaria del Presidium del Bundestag dal 1972 al 1979, presidente del sindacato delle donne nella Bassa Franconia tra il 1975 e il 1995 e vicepresidente federale del movimento dei lavoratori cattolici dal 1975 al 1983.
In occasione delle europee del 1979, Ursula Schleicher venne eletta al Parlamento europeo. Aderì al PPE e ai Democratici Europei. Fu membro della commissione per l'ambiente, la sanità pubblica e la tutela dei consumatori e della delegazione per le relazioni con la commissione dei parlamentari dell'AELS. Lasciò il Bundestag nel 1980 e divenne vicepresidente del Movimento Europeo Germania nello stesso anno.
Nella tornata del 1984, fu rieletta al Parlamento europeo, dove fu vicepresidente della commissione per la protezione dell'ambiente, la sanità pubblica e la tutela dei consumatori e membro sostituto della commissione per i bilanci, della commissione per i diritti della donna e della commissione per la gioventù, la cultura, l'istruzione, l'informazione e lo sport.

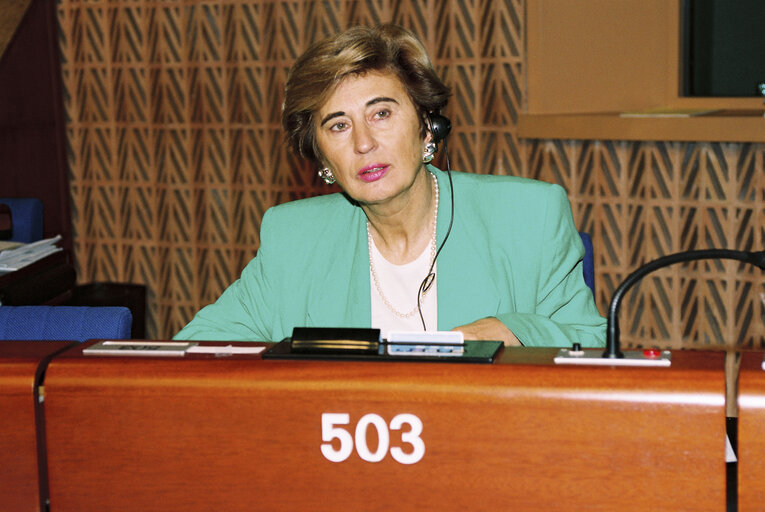
Ursula Schleicher nel 1992

Riconfermata per un terzo mandato da eurodeputata nelle europee del 1989, divenne membro della delegazione per le relazioni con i paesi del Maghreb e della delegazione per le relazioni con la Cecoslovacchia (in seguito delegazione per le relazioni con la Repubblica Ceca e la Slovacchia). Ursula Schleicher fu inoltre membro sostituto della commissione per gli affari sociali, l'occupazione e le condizioni di lavoro e della delegazione per le relazioni con l'Ungheria.
Nel 1994 rassegnò le dimissioni dalla carica di vicepresidente della commissione per la protezione dell'ambiente, la sanità pubblica e la tutela dei consumatori e nello stesso anno venne riconfermata per un quarto mandato da europarlamentare. Fu nominata vicepresidente del Parlamento europeo e dell'Ufficio di presidenza; divenne inoltre membro della delegazione per le relazioni con il Sudafrica e membro sostituto della commissione per l'agricoltura e lo sviluppo rurale, della commissione per gli affari istituzionali e della commissione per il regolamento, la verifica dei poteri e le immunità.
Alle elezioni europee del 1999, Ursula Schleicher ottenne il quinto mandato consecutivo al Parlamento europeo. Presiedette la delegazione alla commissione di cooperazione parlamentare per le relazioni con Armenia, Azerbaigian, Georgia. Lasciò il seggio da eurodeputata il 19 luglio 2004, dopo venticinque anni di permanenza.
Fu presidente dell'Unione europea delle donne dal 1983 al 1987 e membro del comitato esecutivo del PPE tra il 1984 e il 2004. Dal 1985 al 2005 fu vicepresidente della CSU-BV Unterfranken e fu presidente dell'Unione Paneuropea in Baviera tra il 1988 e il 1994, prima di assurgere alla carica di vicepresidente federale nel 1995. Tra il 1997 e il 2004, Ursula Schleicher fu inoltre presidente della Società belga-bavarese.

### Vita privata
Di fede cattolica, Ursula Schleicher non si è mai sposata e non ha avuto figli. Parla correntemente inglese, francese, italiano e portoghese.